# Run the Jewels 2
Run the Jewels 2 è il secondo album in studio del duo hip hop Run the Jewels, formato dai rapper Killer Mike ed El-P. L'album è pubblicato il 24 ottobre 2014 ed è distribuito da Mass Appeal e da RED. L'album raggiunge la posizione numero 50 nella Billboard 200 entrando nella top ten tra gli album indipendenti, tra quelli R&B/Hip-Hop e tra gli album rap.
Secondo The A.V. Club, Billboard, Consequence e Vibe Run the Jewels 2 è il secondo miglior album del 2014, mentre per Complex, Stereogum, Spin, Pitchfork e Rolling Stone quello del duo hip hop è il miglior album del 2014.
Metacritic dà all'album una valutazione di 89/100 basata su 35 recensioni, a indicare un plauso universale. Il sito AnyDecentMusic? vota Run the Jewels 2 8.4/10.
| Recensione        | Giudizio |
| ----------------- | -------- |
| AllMusic          | [ 12 ]   |
| The A.V. Club     | A−       |
| The Guardian      | [ 14 ]   |
| The Irish Times   | [ 15 ]   |
| Los Angeles Times | [ 16 ]   |
| NME               | 9/10     |
| Pitchfork         | 9/10     |
| Q                 | [ 19 ]   |
| Rolling Stone     | [ 20 ]   |
| Slant Magazine    | [ 21 ]   |

## Tracce
1. Jeopardy – 3:21 (testo: Jaime Meline, Michael Render – musica: El-P, Little Shalimar)
2. Oh My Darling Don't Cry – 3:24 (testo: Meline, Render – musica: El-P, Little Shalimar, Wilder Zoby)
3. Blockbuster Night, Pt. 1 – 2:32 (testo: Meline, Render – musica: El-P)
4. Close Your Eyes (And Count to Fuck) (featuring Zack de la Rocha) – 3:54 (testo: Meline, Render, Zack de la Rocha – musica: El-P)
5. All My Life – 3:07 (testo: Meline, Render – musica: El-P, Little Shalimar)
6. Lie, Cheat, Steal – 3:28 (testo: Meline, Render – musica: El-P, Little Shalimar, Boots)
7. Early (featuring Boots) – 3:44 (testo: Meline, Render, Boots – musica: El-P, Little Shalimar)
8. All Due Respect (featuring Travis Barker) – 2:47 (testo: Meline, Render – musica: El-P, Little Shalimar, Wilder Zoby)
9. Love Again (Akinyele Back) (featuring Gangsta Boo) – 3:45 (testo: Meline, Render, Lola Mitchell – musica: El-P)
10. Crown (featuring Diane Coffee) – 3:45 (testo: Meline, Render – musica: El-P, Little Shalimar)
11. Angel Duster – 5:09 (testo: Meline, Render – musica: El-P, Little Shalimar)

Durata totale: 38:56
Traccia bonus su iTunes
1. Blockbuster Night, Pt. 2 (featuring Despot and Wiki) – 2:39 (musica: El-P)

## Classifiche

### Classifiche settimanali
| Classifica (2014)         | Posizione massima |
| ------------------------- | ----------------- |
| Belgio (Fiandre)          | 141               |
| Stati Uniti               | 50                |
| US Independent Albums     | 9                 |
| US Rap Albums             | 6                 |
| US Tastemaker Albums      | 7                 |
| US Top R&B/Hip-Hop Albums | 9                 |
| US Vinyl Albums           | 6                 |